# Текебулак
Текебулак (каз. Текебұлақ) — село в Урджарском районе Абайской области Казахстана. Входит в состав Алтыншокинского сельского округа. Код КАТО — 636439400.

## Население
В 1999 году население села составляло 332 человека (168 мужчин и 164 женщины). По данным переписи 2009 года, в селе проживало 226 человек (116 мужчин и 110 женщин).